# L'arte del violino
L'arte del violino est un recueil de compositions musicales remarquables et influentes du compositeur l'italien de la période baroque, Pietro Locatelli. Les douze concertos sont écrits pour violon, cordes et basse continue et ont été publiés en 1733 sous le numéro d'opus 3. Le style et l'art virtuose présent dans l'œuvre a fortement influencé l'écriture et le jeu du violon au XVIIIe siècle et construit la réputation de Locatelli comme pionnier de la technique du violon moderne.

## Histoire
L'arte del violino est publié pour la première fois chez l'éditeur Roger-Le Cene à Amsterdam, où Locatelli réside dès 1729 jusqu'à sa mort en 1764. Le musicien dédie l'œuvre à un patricien vénitien, Girolamo Michiel Lini, chez qui il était souvent invité et pour lequel il avait joué lorsqu'il était à Venise, entre 1723 et 1729. On avait remarqué sa compétence et son « importance inégalée ».
Une lettre datée du 11 avril 1741 de Benjamin Tate, un voyageur anglais, a exprimé son étonnement après avoir écouté jouer Locatelli dans le concerto du labyrinthe : 

« [Il] a l'attitude qui m'a touché avant qu'il commence à jouer, que je ai jamais vu dans ma vie. Je l'ai entendu jouer ce Concerto, si prodigieusement difficile. Il m'a dit lui-même que ce Labyrinthe était assez facile en comparaison de l'effroi qu'il appelle sa « Queue de Vache ». Ce Caprice est écrit sur sept grandes feuilles, écrit très proche ; il n'y a pas de pause dans l'ensemble du Caprice où il pourrait éventuellement tourner la page... il peut jouer pendant trois heures d'affilée, sans être le moins du monde fatigué. Jamais de ma vie je n'ai vu un homme jouer avec tant de facilité. »

— Benjamin Tate, 1741

## Structure
Par opposition à sa musique antérieure, qui se modelait sur le style baroque romain, dont le meilleur exemple est Arcangelo Corelli, les concertos de L'arte del violino ont été conçus dans le nouveau style vénitien d'Antonio Vivaldi. La musique fait un ample usage du haut registre du violon (jusqu’à la 16e position), en lui donnant une qualité de bel canto qui manquait dans les premières œuvres de Locatelli. Il s'agit d'« un panorama des possibilités techniques du violon [… et] d’un point de vue technique, il atteint (aujourd’hui encore) les frontières du réalisable ».
Chacun des douze concertos de L'arte del violino est composé des traditionnels trois mouvements, avec la progression type de deux mouvements rapides encadrant un mouvement central lent, Largo ou Adagio, plus méditatif. Dans chaque concerto, les deux mouvements extrêmes contiennent ce qui est connu comme un capriccio. En outre, une courte cadence improvisée est prévue.
Le dernier concerto nommé le concerto "Labyrinthe" par le compositeur, est réputé pour la difficulté extrême de ses capricci. Locatelli écrit ce qui suit pour le capriccio du premier mouvement : « Laberinto armonico : Facilis aditus ; difficilis exitus » qui se traduit ainsi : « Labyrinthe harmonique : Facile d'accès ; difficile d'y échapper ».

### Les caprices
Toujours placé avant la dernière ritournelle de l'orchestre, ces capricci, qui durent souvent plusieurs minutes, peuvent être décrits comme une sorte de large cadenza pour le violon, joués comme de façon improvisée et pendant lesquels le soliste a amplement l'occasion de montrer son habileté instrumentale. Les passages des capricci contredisent le format attendu du concerto solo avant le finale en forme de ritournelle et en tutti. Ce sont les passages extraordinaires des 24 capricci pour laquelle L'arte del violino a atteint sa renommée et influente, car ils sont considérés comme « les plus difficiles passages à interpréter de la littérature du violon de tout le baroque ».
Chaque caprice – mais ils sont « de qualité variable » – est centré, dans un tempo généralement rapide, sur une difficulté technique particulière, ce qui en a fait un recueil d'étude, notamment par l'école française de violon,. Dans le premier, alors que l'interprète joue des intervalles de plus en plus grands, il exécute des motifs en broderie sur une note de pédale. Dans le second, le bras droit est très sollicité dans un passage staccato. Dans le quatrième caprice, est un exercice de doubles cordes et sur les sauts des cordes extrêmes qui nécessite une précision parfaite, tant des doigts que de l'archet. Le neuvième débute par une fanfare à quatre sons. Le dixième caprice mêle trilles avec le quatrième doigt et motif stacatto sur la corde grave. Le douzième alterne dans un seul coup d'archet et une pédale, des arpèges sur plusieurs octaves soit legato, soit staccato, avant un passage en tierces. Le quinzième, très court, fait usage des accords en arpèges, de quatre notes. Le seizième étant une collection de difficultés, notamment des arpèges ondulants sur la touche suivis de saut de cordes et des trilles du quatrième doigt. Une fugue à trois voix constitue le dix-huitième caprice. Le vingt-deuxième caprice, dans une vague montante de tierces, fait sonner un do  sur-aigu (au-delà du do naturel du clavier des pianos modernes). Le vingt-troisième joue avec des arpèges sur le lit d'une double-pédale. Le dernier et vingt-quatrième caprice, présente la mélodie en tierces développée sur trois pages puis des arpèges, triolets avec sauts de cordes.
Dans les caprices, « il ne se préoccupe que de pure virtuosité instrumentale, avec une extravagance et une audace qui annoncent Paganini ». « Sans la contribution de Locatelli à la technique de la virtuosité du violon, de nombreux progrès seraient à peine pensables » : Paganini dans les siens, « n'ira pas plus loin ».

### Concertos
- Concerto no 1 en ré majeur, op. 3 no 1
  1. Andante
  2. Largo
  3. Andante
- Concerto no 2 en ut mineur, op. 3 no 2
  1. Andante
  2. Largo
  3. Andante
- Concerto no 3 en fa majeur, op. 3 no 3
  1. Andante
  2. Largo
  3. Vivace
- Concerto no 4 en mi majeur, op. 3 no 4
  1. Largo – Andante
  2. Largo
  3. Andante
- Concerto no 5 en ut majeur, op. 3 no 5
  1. Largo
  2. Adagio
  3. Allegro
- Concerto no 6 en sol mineur, op. 3 no 6
  1. Largo – Andante
  2. Adagio
  3. Vivace
- Concerto no 7 en si-bémol majeur, op. 3 no 7
  1. Andante
  2. Largo
  3. Allegro
- Concerto no 8 en mi mineur, op. 3 no 8
  1. Andante
  2. Largo
  3. Allegro
- Concerto no 9 en sol majeur, op. 3 no 9
  1. Allegro
  2. Largo
  3. Allegro
- Concerto no 10 en fa majeur, op. 3 no 10
  1. Allegro
  2. Largo – Andante
  3. Andante
- Concerto no 11 en la majeur, op. 3 no 11
  1. Allegro
  2. Largo
  3. Andante
- Concerto no 12 en ré majeur : Il Laberinto Armonico, facilus aditus, difficilis exitus, op. 3 no 12
  1. Allegro
  2. Largo
  3. Allegro

## Discographie
- L’art del violino, op. 3 - Susanne Lautenbacher (violon), Mainzer Kammerorchester, dir. Günter Kehr (1957, Vox ; 4CD Membran 222143) (OCLC 163179501)[13]
- L'art del violino, op. 3 - Elizabeth Walfish, The Raglan Baroque Players, dir. Nicholas Kraemer (juillet 1992/janvier/juin/septembre 1993, 3CD Hyperion CDS44391/3) (OCLC 31616392)
- 24 Capriccios pour violon seul, opus 3 - Emmanuele Baldini (12–18 juin 1998, Newton 8802128) (OCLC 794543230)
- L'art del violino, op. 3 nos 1, 2, 10, 11 - Giuliano Carmignola (28–31 mai 2001, Sony SK 89729) (OCLC 163404242)
- 24 Caprices, op. 3 - Gabriel Tchalik, violon (mars/mai 2013, Evidence Classics EVCD002) (OCLC 999746028)